# Uralské jazyky
Uralské jazyky jsou jazyková rodina, jíž hovoří celkem asi 25 miliónů osob ve střední, severní a východní Evropě a asi 30 tisíc obyvatel severní Sibiře. Dělí se na větev ugrofinskou a (mnohem menší) samojedskou. Nejvyšší význam a postavení mezi uralskými jazyky mají maďarština, finština a estonština, které jsou státními úředními jazyky v Maďarsku, Finsku a Estonsku a tedy patří i mezi úřední jazyky Evropské unie. Řada dalších uralských jazyků má postavení lokální úřední řeči v různých autonomních republikách a oblastech v Ruské federaci.
Areál rozšíření uralských jazyků je nesouvislý, zahrnuje velkou část Skandinávie a Pobaltí, část Povolží, nejzazší severovýchod Evropy, severozápadní Sibiř a část Tajmyru. Izolovaný uralský ostrov ve střední Evropě tvoří maďarština, která ovšem zastupuje více než polovinu rodilých mluvčích všech uralských jazyků.
Typickými vlastnostmi uralských jazyků jsou vokálová harmonie, velké množství gramatických pádů, používání záložek místo předložek, nebo absence rodu. Ne u všech ale tyto jevy vždy najdeme.

## Dělení
- Ugrofinské jazyky
  - Ugrické jazyky
    - Maďarské
      - Maďarština

    - Obsko-ugrické
      - Chantyjština (osťáčtina)
      - Mansijština (vogulština)

  - Finsko-permské jazyky
    - Permské
      - Komijské
        - Komi (zyrjanština, komi-zyrjanština)
        - Komi-permjačtina
        - Komi-jazvanština (jazvanština, východní permjačtina)

      - Udmurtština (voťáčtina)

    - Finsko-volžské jazyky (finsko-marijské)
      - Marijské
        - Marijština (čeremiština)

      - Mordvinské
        - Erzja
        - Mokša

      - Vymřelé finsko-volžské jazyky s nejistým zařazením
        - † Merja
        - † Muromština
        - † Meščerština

    - Finsko-laponské jazyky (finsko-sámské)
      - Sámské jazyky (laponské)
        - Západosámské
          - Jižní sámština
          - Umejská sámština – téměř vymřelá
          - Lulejská sámština
          - Pitejská sámština – téměř vymřelá
          - Severní sámština

        - Východosámské
          - † Kemijská sámština – vymřelá
          - Inarská sámština
          - † Akkalská sámština (babinská) - poslední mluvčí zemřela 29. 12. 2003
          - Kildinská sámština
          - Skoltská sámština
          - Terská sámština - téměř vymřelá

      - Baltofinské jazyky
        - Estonština
          - Estonština
          - Jižní estonština
            - Võruština
            - Setučtina (seto)

        - Finské
          - Finština
          - Meänkieli
          - Kvenština
          - Ingrijská finština

        - Ižorština (ingrijština) – téměř vymřelá
        - Karelské
          - Karelština
          - Ludičtina (lydština, lüdština, ludikovština)
          - Livvi (aunuská karelština, oloněcká karelština, oloněčtina)

        - Livonština – téměř vymřelá
        - Vepština
        - Votština – téměř vymřelá
- Samojedské jazyky
  - Severní samojedské jazyky
    - Enečtina (jenisejská samojedština) – téměř vymřelá
    - Něnečtina (juračtina)
    - Nganasanština (tavgijština, tavgijská samojedština)

  - Jižní samojedské jazyky
    - † Kamasinština
    - † Matorština (motorština)
    - † Koibalština
    - Selkupština

Baltofinské jazyky jsou si navzájem podobné asi jako jazyky slovanské, finština s laponštinou nebo mordvinštinou jsou si příbuzné asi jako slovanské jazyky s baltskými. Finština a maďarština jsou si na první pohled zcela cizí, jejich příbuznost však byla vědecky dokázána na základě podobností morfémových i lexikálních.